# Sōtenryū
Sōtenryū (蒼天龍) est un jeu vidéo de  réflexion : puzzle développé et édité par Taito et Warashi sur borne d'arcade en 2000. Il est porté sur PlayStation 2,.

## Portage
- PlayStation : 2003 (Soutenryuu - The Arcade)